# یواس‌اس باک (دی‌دی-۴۲۰)
یواس‌اس باک (دی‌دی-۴۲۰) (به انگلیسی: USS Buck (DD-420)) یک زیردریایی بود که طول آن 348&nbsp;ft, 3¼&nbsp;in, (106.15&nbsp;m) بود. این زیردریایی در سال ۱۹۳۹ ساخته شد.